# Hinder
Hinder — американський рок-гурт з Оклахоми, сформований в 2001 році ударником Кодом Генсоном, гітаристом Джої Гервеем і солістом Остіном Вінклером. Гурт є членом «Оклахомського музичного музею слави» (англ. Oklahoma Music Hall of Fame) з 2007 року. На думку американських критиків, Hinder, як і Chevelle, Buckcherry, Three Days Grace і Shinedown, є однією з яскравіших прикладів гуртів так званого — «нового старого року», і належить до хвилі музикантів, які відроджують споконвічне поняття «рок-гурт».

## Історія гурту
До створення гурту Остін Вінклер (народився 25 жовтня 1981 р.) грав в кавер-гурті. Він писав свої власні пісні, але гурт відмовився грати їх. Потім він формує гурт Hinder з Кодом Генсон. Разом вони пишуть і виконують пісню «Lips of an Angel», яка в «Billboard» Hot 100 підіймається на 3 сходинку. Остін продовжує писати основну масу треків разом з Кодом.
У квітні 2003 року, ще до того гурт став популярним, гурт взяв участь в конкурсі на радіостанції KHBZ-FM (94.7). Вони вийшли у фінал разом з чотирма гуртами з тридцяти двох, але зрештою програли OKC гурту Falcon Five-O.
Вони випустили свій перший EP альбом під назвою «Far from Close» у 2003 році під незалежним лейблом «Brickden Records». Альбом вийшов кількістю 5000 примірників. Три учасники гурту стали працювати над новим матеріалом, щоб у 2004 році випустити знову незалежний альбом. Їх діяльність розпочала залучати деякі звукозаписні студії.
Дебютний альбом Hinder — «Extreme Behavior», що вийшов у вересні 2005, досяг платинового статусу за лічені тижні, багато в чому завдяки успіхам синглів — «Get Stoned» і «Lips of an Angel». Черговим релізом гурту стала пісня «How Long». До даного моменту альбом «Extreme Behavior» досяг статусу тричі платинового.
4 листопада 2008 гурт випускає свій другий альбом «Take It to the Limit», записаний під керівництвом Brian Howes — це той же продюсер, що записав «Extreme Behavior». 15 липня на всіх провідних радіостанціях Америки почалася трансляція пісні «Use Me», яка дісталася до # 3 в US Mainstream Rock Tracks. Другим синглом стала пісня «Without You».

## Склад
- Остін Вайнклер — вокал, акустична гітара.
- Джої Ґервей — електрогітара.
- Марк Кінґ — ритм-гітара, бек-вокал.
- Майк Родден — бас-гітара, бек-вокал.
- Коді Генсон — барабани.

## Дискографія
- 2005: Extreme Behavior
- 2008: Take It to the Limit
- 2010: All American Nightmare
- 2012: Welcome to the Freakshow
- 2015: When the Smoke Clears
- 2017: The Reign